# マノア

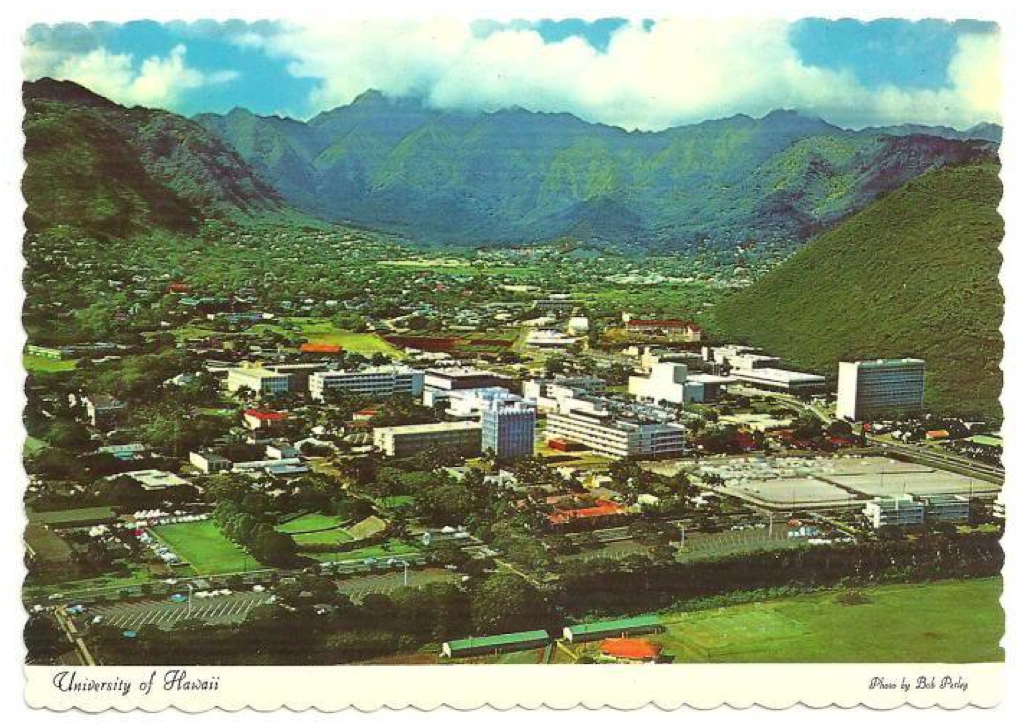
ハワイ州立大学の上空からマノア滝方面を俯瞰する

マノア（英語: Manoa）は、アメリカ合衆国ハワイ州オアフ島のホノルル東部にあり、オアフ島の風上になるコオラウ山脈の南東端に南側へ広がる谷で、一番奥にあるマノア滝から太平洋へ向かっている。現在はハワイ州立大学マノア校などもあるが、おもに住宅地となっていて、ホノルルの中心地であるワイキキやアラモアナセンターからも、約1.5キロほどの近い距離にある。 
乾季でも降雨量が多く、虹が多く出る所としても知られている。

## 写真集

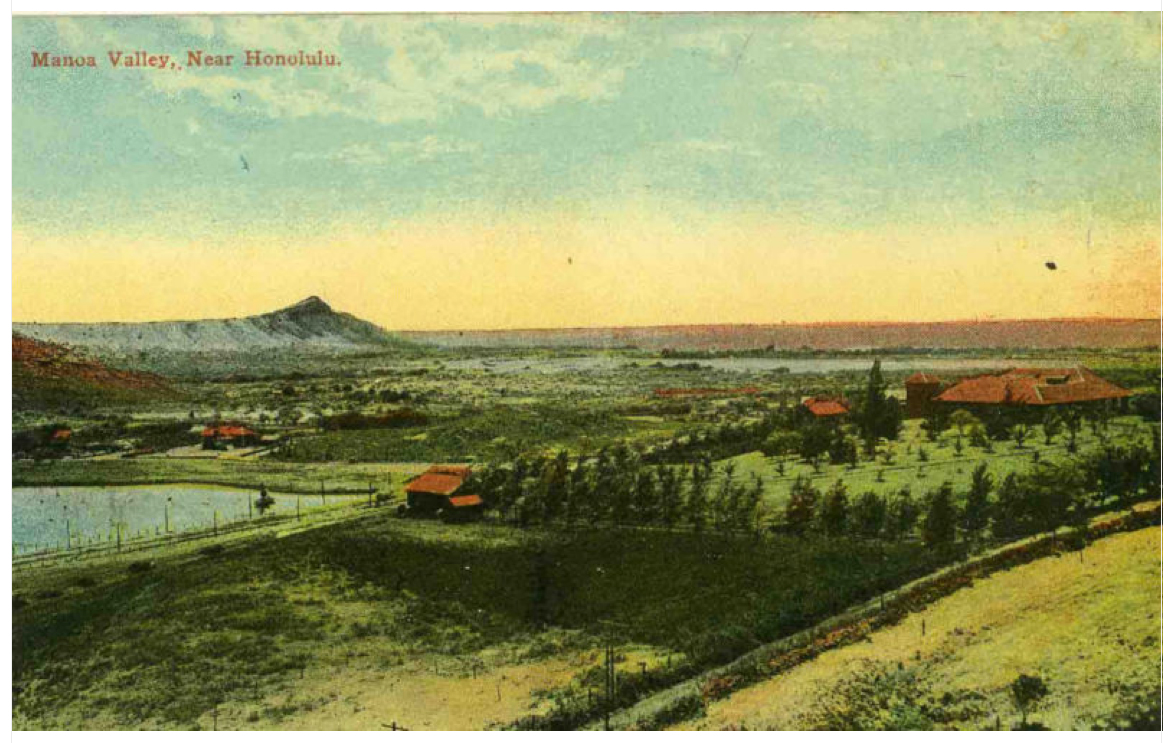
マノアの昔の写真
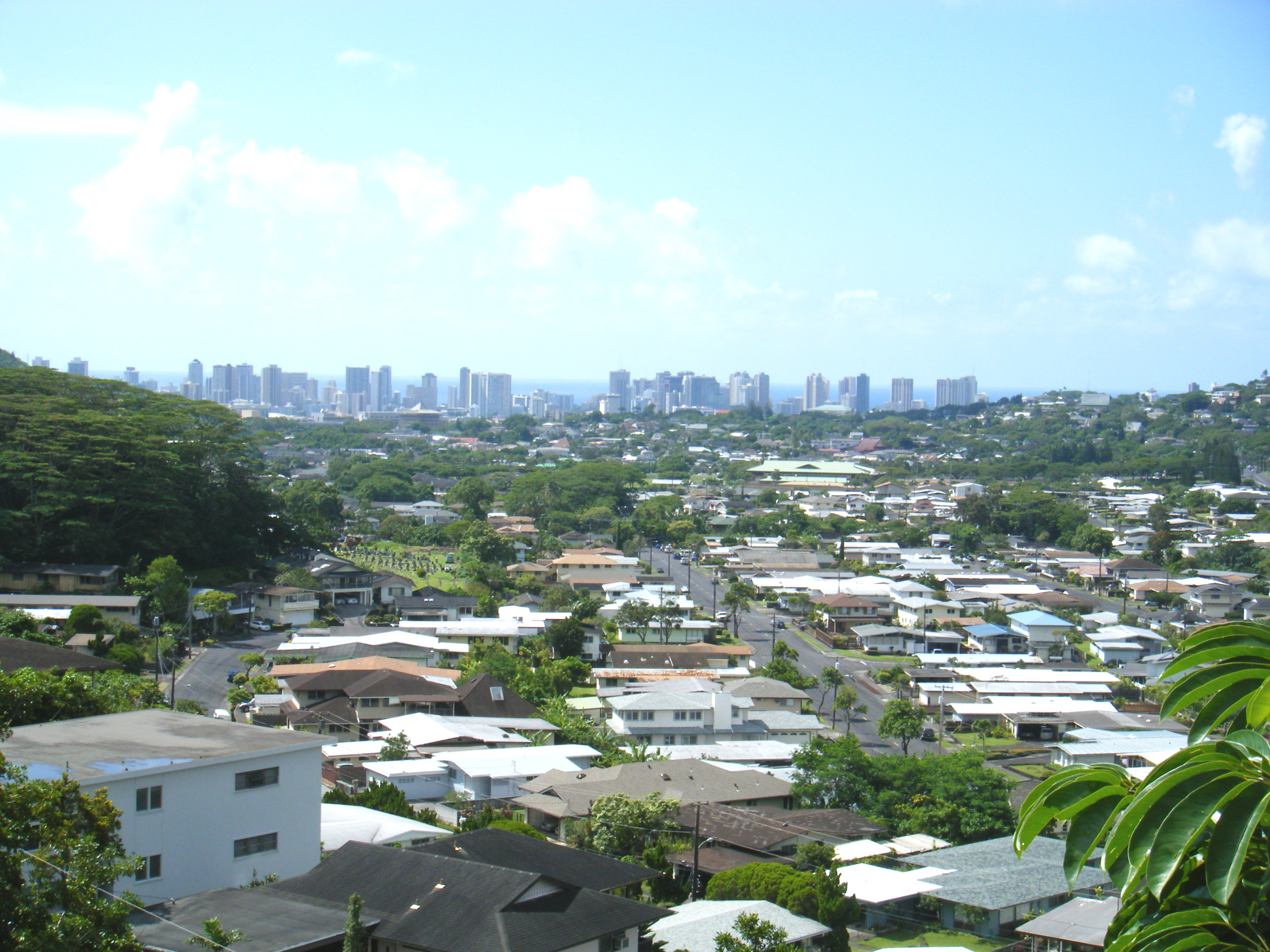
今マノアからワイキキ方面を望む

## 参照
1. ↑   オアフ島・ホノルル・マノア